# Slawen- und Wikingersiedlung Wolin

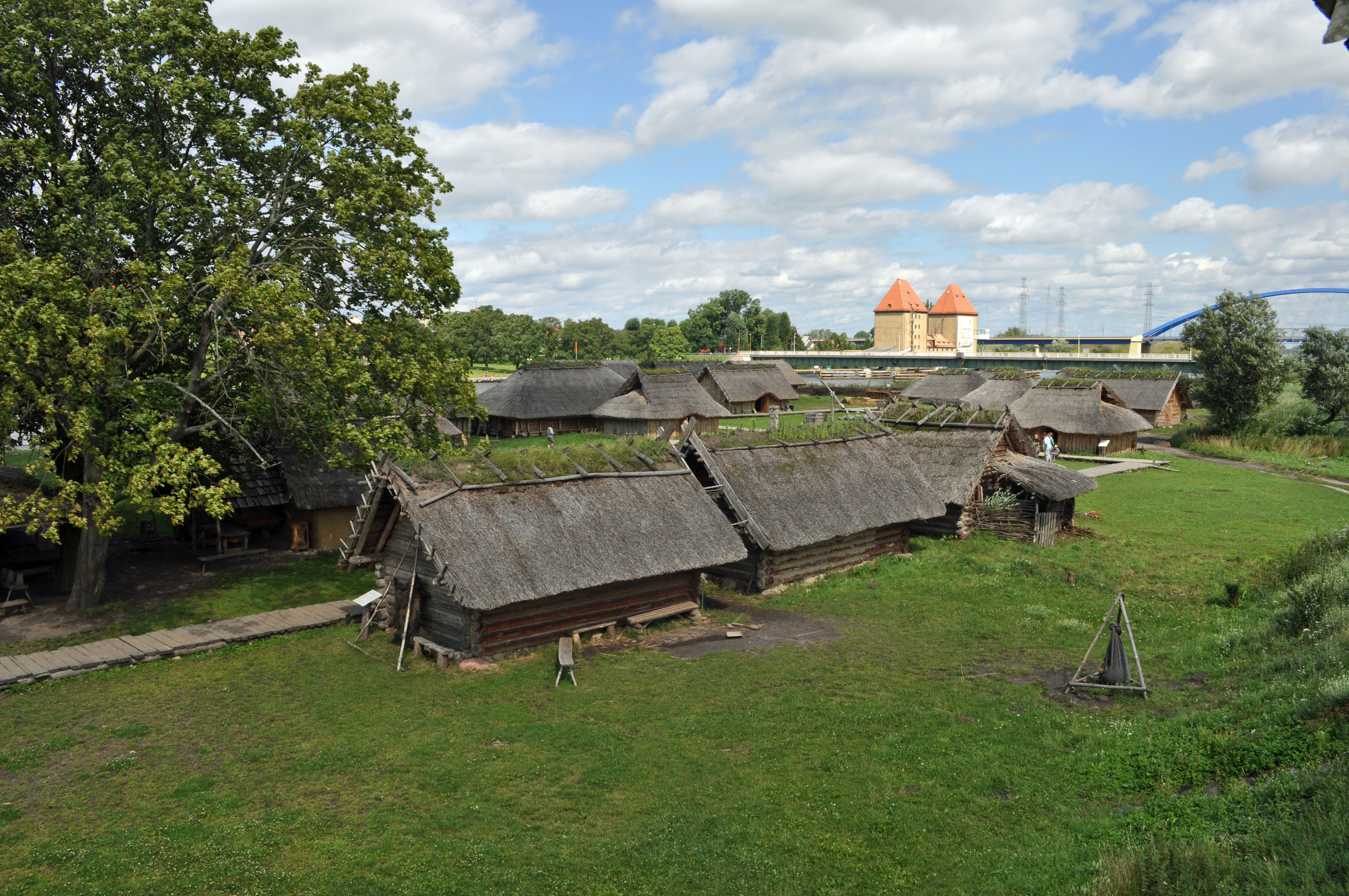
Das Museumsdorf an der Dievenow

Slawen- und Wikingersiedlung Wolin ist ein archäologisches Freilichtmuseum in Wolin (Wollin), in Trägerschaft des Vereins Zentrum für Slawen und Wikinger „Wolin-Jomsborg-Vineta“ (polnisch Centrum Słowian i Wikingów „Wolin-Jomsborg-Wineta“). Zu den Einrichtungen experimenteller Archäologie gehört die frühmittelalterliche Slawen- und Wikingersiedlung Wolin, und ein Informationszentrum vor dem Dorf. Ein wesentlicher Teil des Museumskonzeptes basiert auf der möglichst authentischen Darstellung des damaligen Lebens durch Angestellte und Vereinsmitglieder.

## Slawen- und Wikingersiedlung Wolin

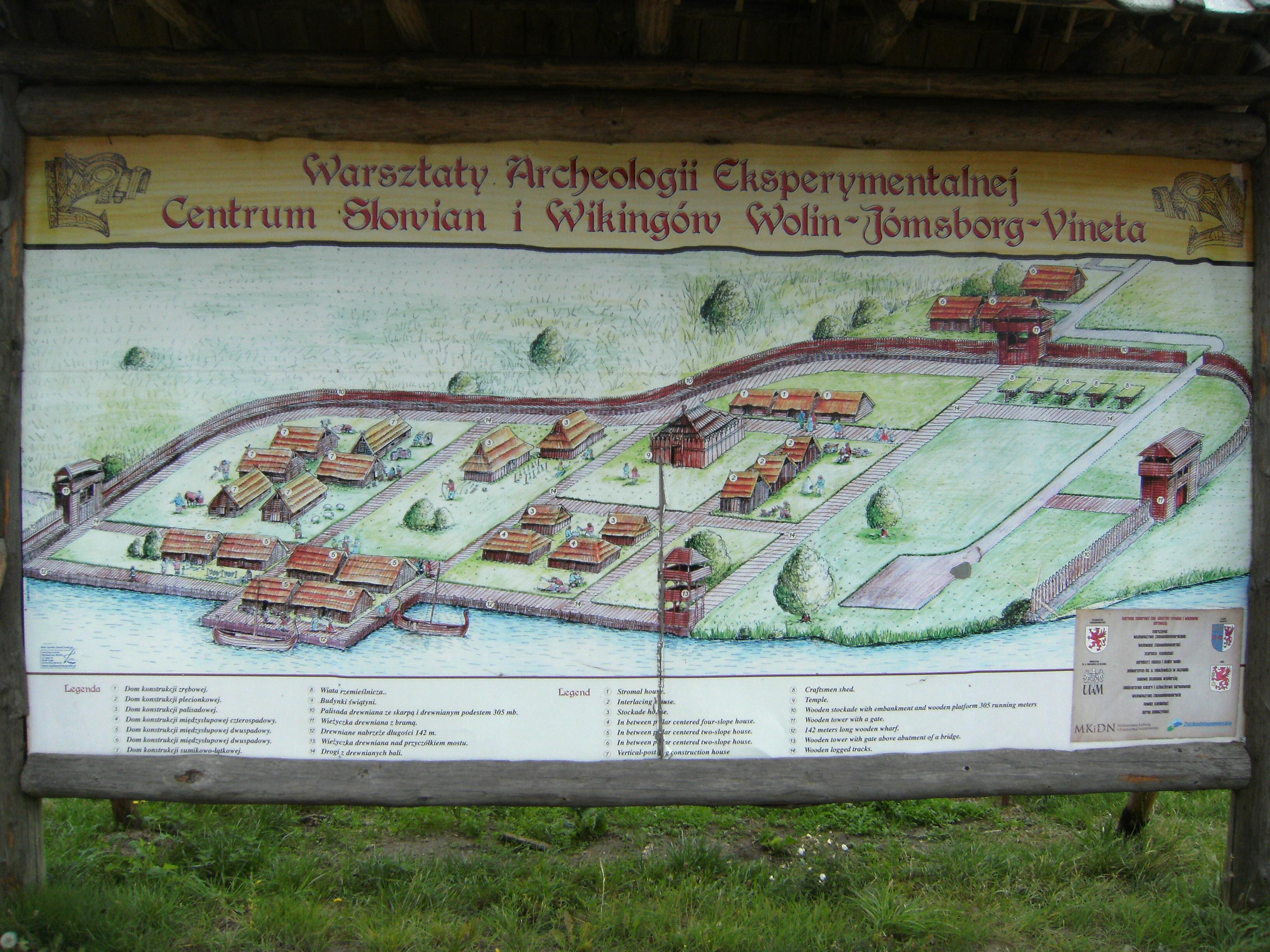
Plan der Slawen- und Wikingersiedlung Wolin

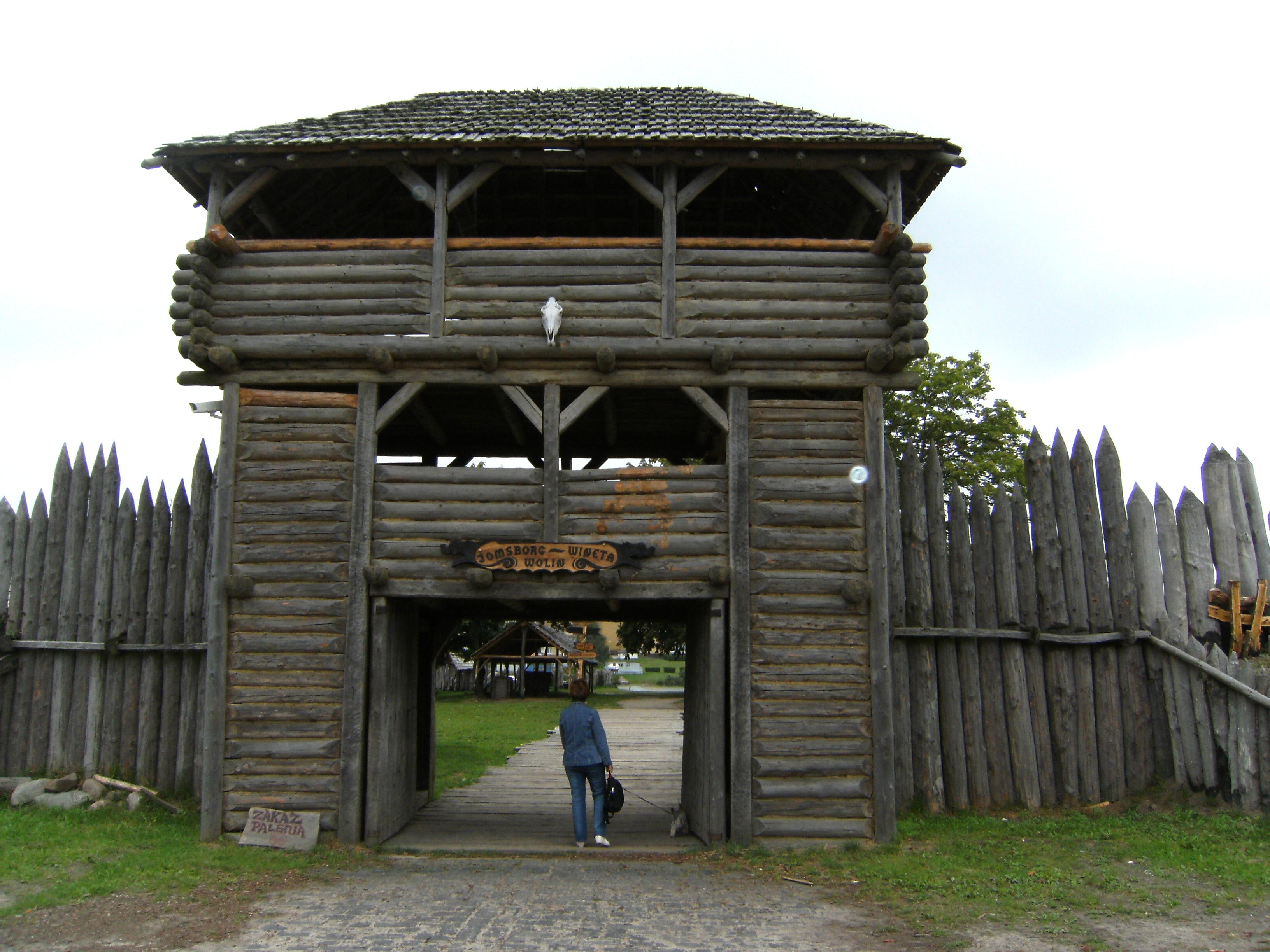
Tor und Palisaden Museumsdorf Wolin

Das frühmittelalterlich-slawische Museumsdorf Slawen- und Wikingersiedlung Wolin liegt 700 Meter östlich von Wolin, auf der Plageinsel an der Dievenow, zu erreichen über die Stadtbrücke von Wolin nach Recław (Hagen) und von dort über die kleine Brücke zur Plageinsel. Nach archäologischen Befunden wurden hier slawische Block-, Pfosten- und Spaltbohlenhäuser des 9. und 10. Jahrhunderts in Originalgröße rekonstruiert. Zur Landseite umgeben von einer Holzpalisade befindet sich zum Fluss hin ein Anlegekai nach den Ausgrabungsbefunden für das historische Schiff „Eagle Jumna“ (Bauweise um 900/1100). Das Schiff wurde nach Plänen des „Ukranenlandes Torgelow“ gebaut.
Kai und Hafen wurden nach Plänen des Stettiner Museologen Władysław Filipowiak rekonstruiert.
Die Siedlung besteht aus 27 Hütten, 4 Toren, dem Umfassungswall mit aufgesetzten Palisaden und dem Hafen mit Kai.
Im Museumsdorf sind ständige Mitarbeiter in historischen Trachten anwesend. Jeder Mitarbeiter beherrscht historisches Handwerk, darunter Bronzegießer, Töpfer oder Schmiede.
Während der Saison und besonders während des Festivals wohnen und arbeiten die Vereinsmitglieder und auswärtige spezielle Gäste auch in den Hütten.
Das Ansehen, Anfassen, Ausprobieren und Selbermachen ist ein wesentlicher Teil des pädagogischen Konzeptes. Weitere Handwerke sind u. a. Flechten, Filzen, Weben, Schnitzen, Backen und Lederverarbeitung. Musikanten betätigen verschiedene historische Instrumente oder führen vor, wie sie hergestellt werden.
Besondere Höhepunkte sind die Slawen- und Wikinger Festivals, die jährlich am ersten Augustwochenende mit 1.500 Teilnehmern aus 24 Ländern stattfinden.
Die Einrichtungen des Freilichtmuseums sind von Anfang April bis Ende Oktober geöffnet.

## Netzwerke

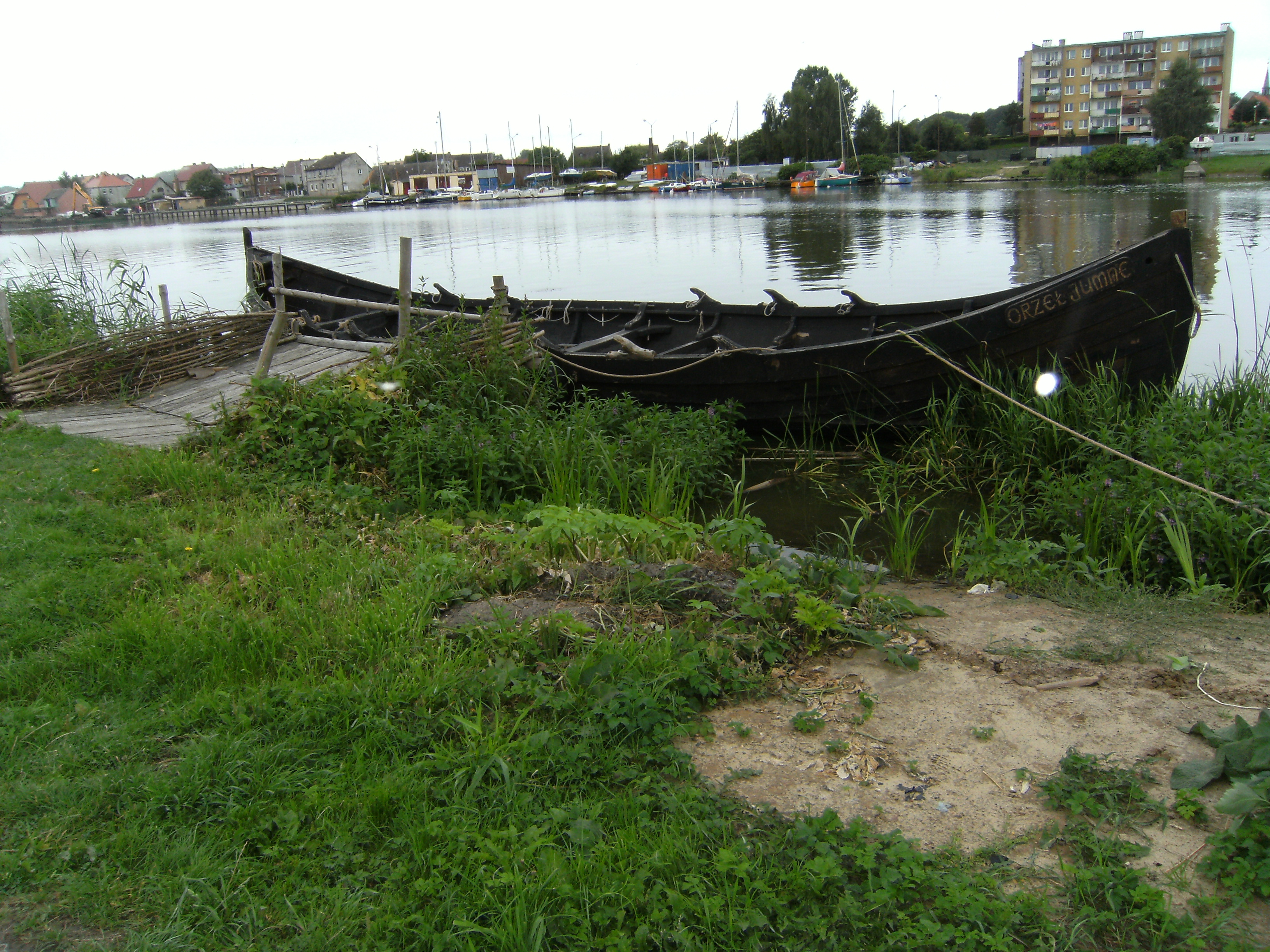
Frühmittelalterliches Slawenschiff „Eagle Jumna“ Museum Wolin

Die Slawen- und Wikingersiedlung Wolin ist Teil der transnationalen Kooperationen „Baltic History“, die sich der erlebbaren frühmittelalterlichen Geschichte des Ostseeraumes verschrieben hat. Zur Kooperation gehört u. a. das Wikingerreservat Foteviken (Schweden) und das Ukranenland Torgelow. Darüber hinaus ist es Teil des „Lagomar Projektes“, das sich mit dem natürlichen und kulturellen Erbe in der südlichen Ostseeregion beschäftigt.

## Geschichte
Nach den Ausgrabungen von 1992 entstand die Idee zum Aufbau historischer Werkstätten. Ihr folgte 1993 das erste Wikinger-Festival und 2001 die Gründung des Vereines. Dann wurde etappenweise das Slawendorf an der Dievenow errichtet, das seither regelmäßig betrieben wird. Auch in den Folgejahren fanden Erweiterungen der historischen Einrichtungen statt.

## Bilder

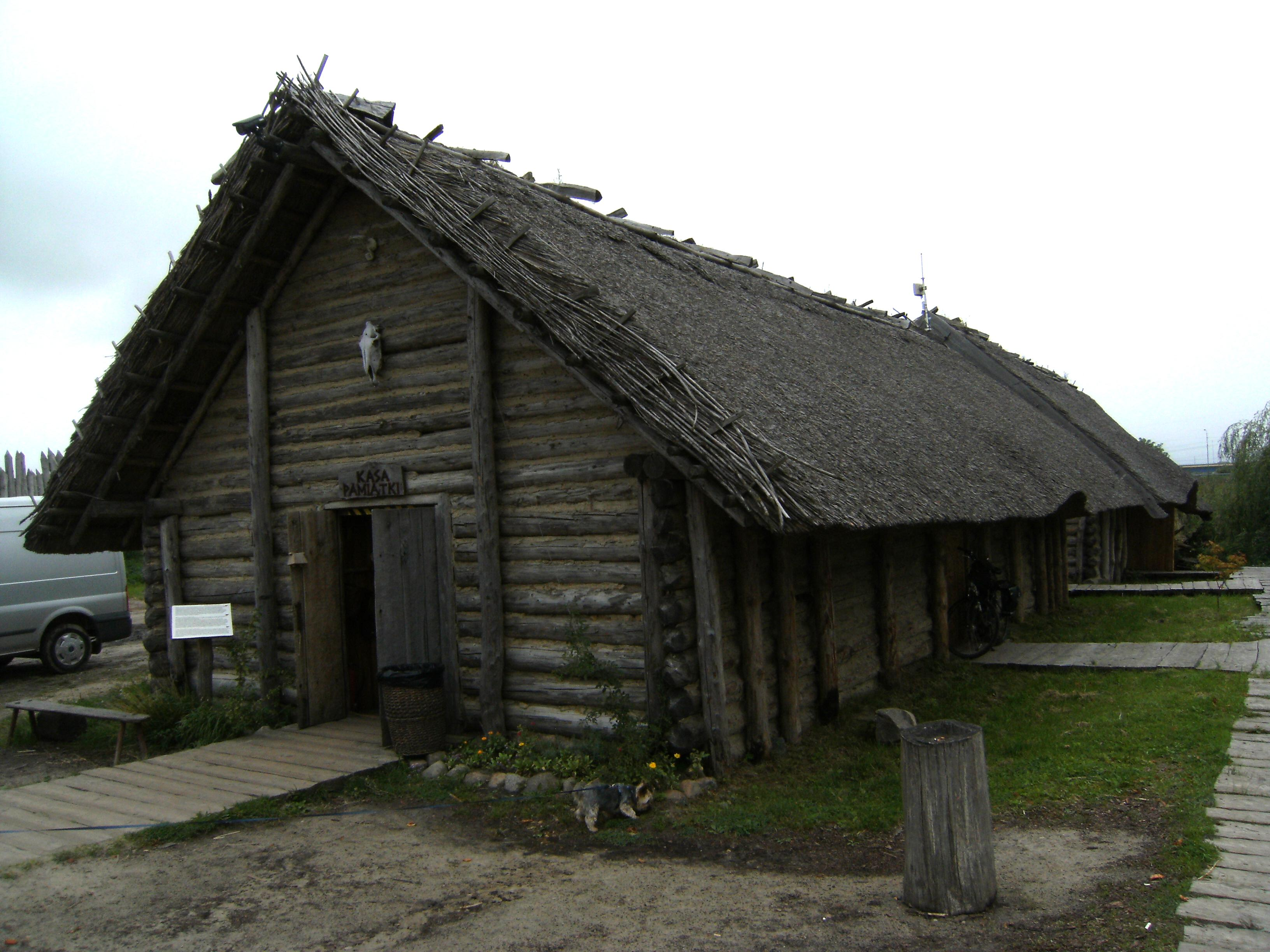
Blockhaus – Infozentrum und Ausstellung
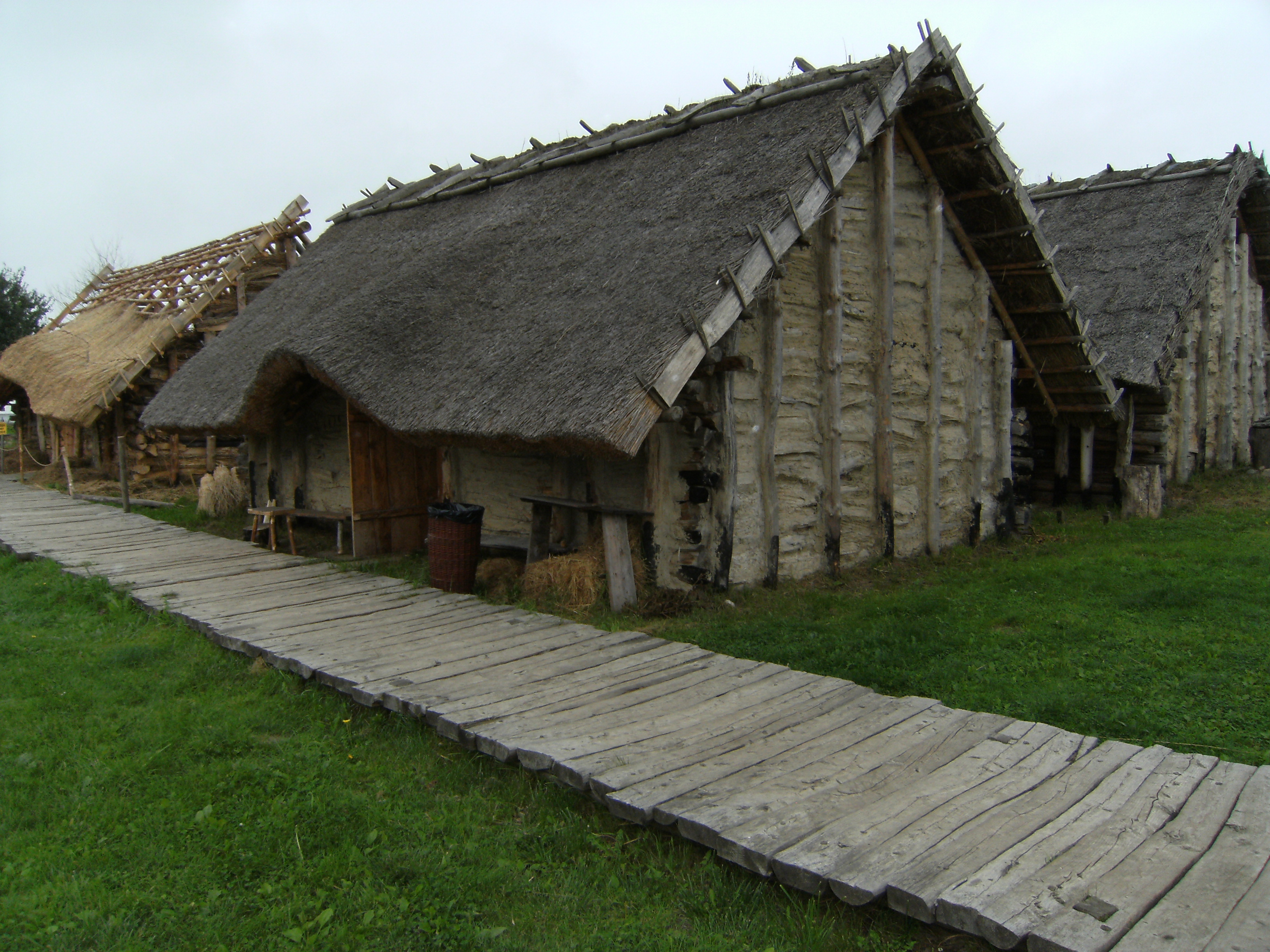
Ständer-Spaltbohlen-Haus, hinten im Bau
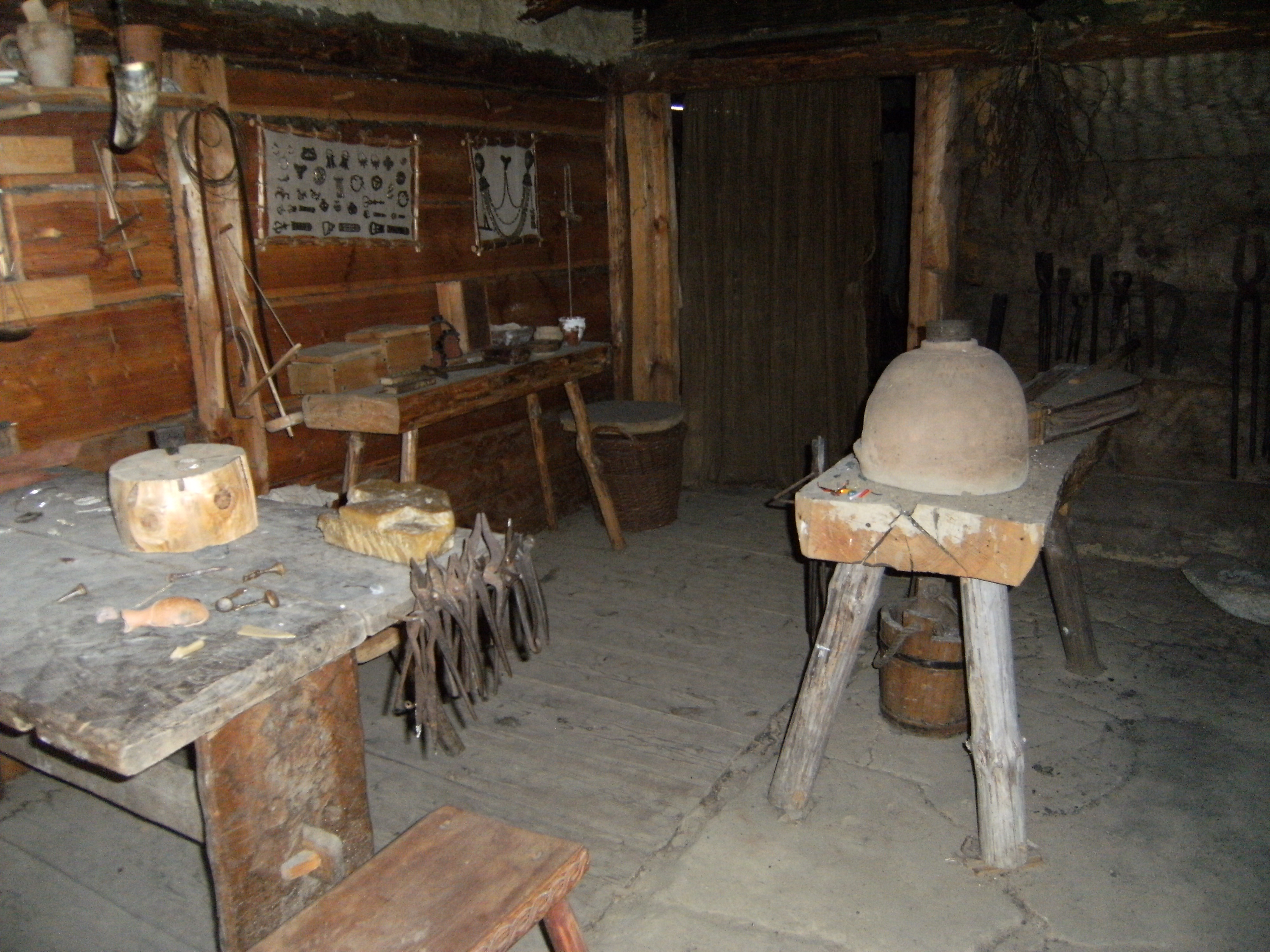
Hütteninneres – Metallbearbeitung
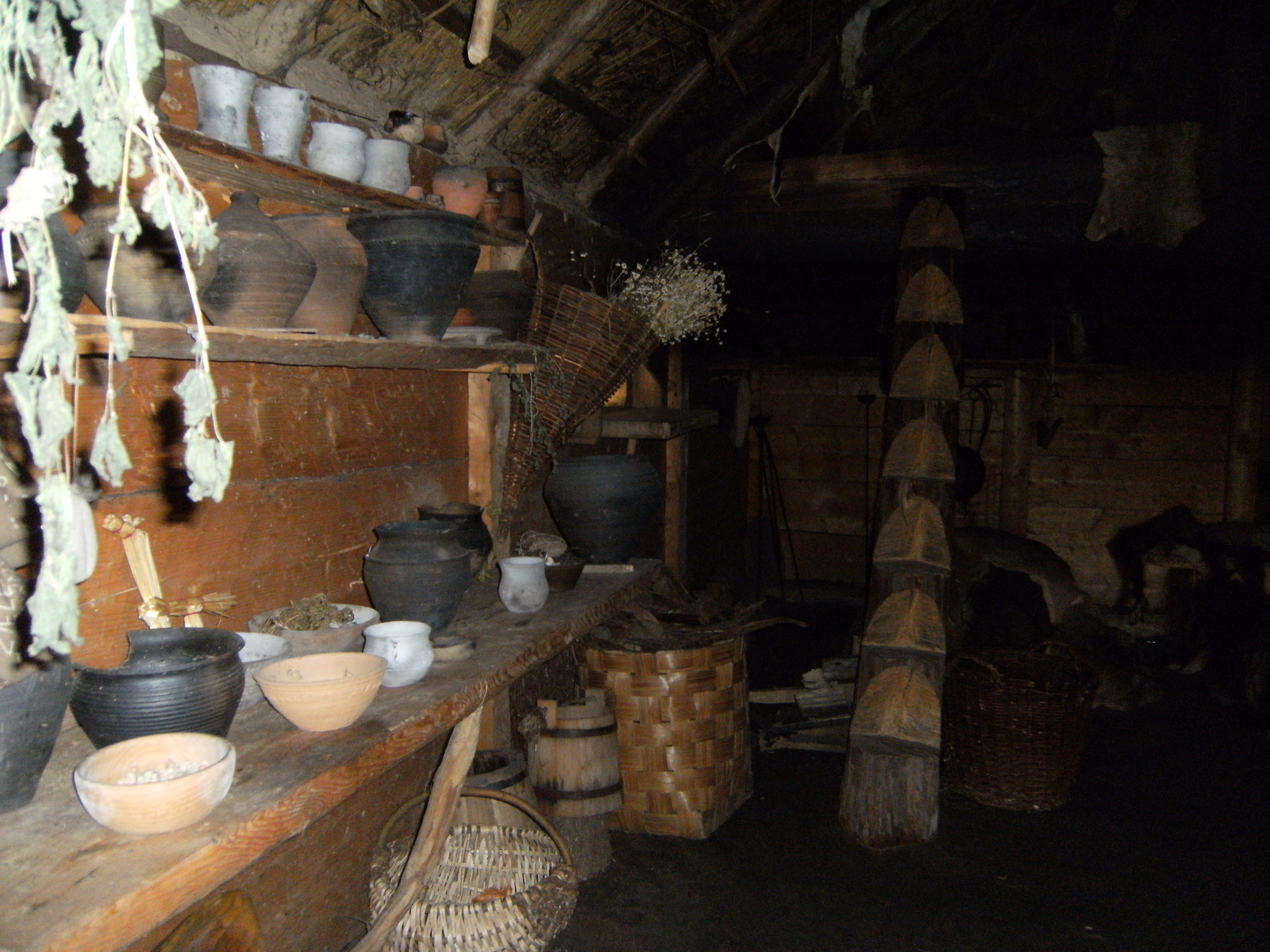
Töpferhütte – hinten Leiterbaum zum Schlafplatz
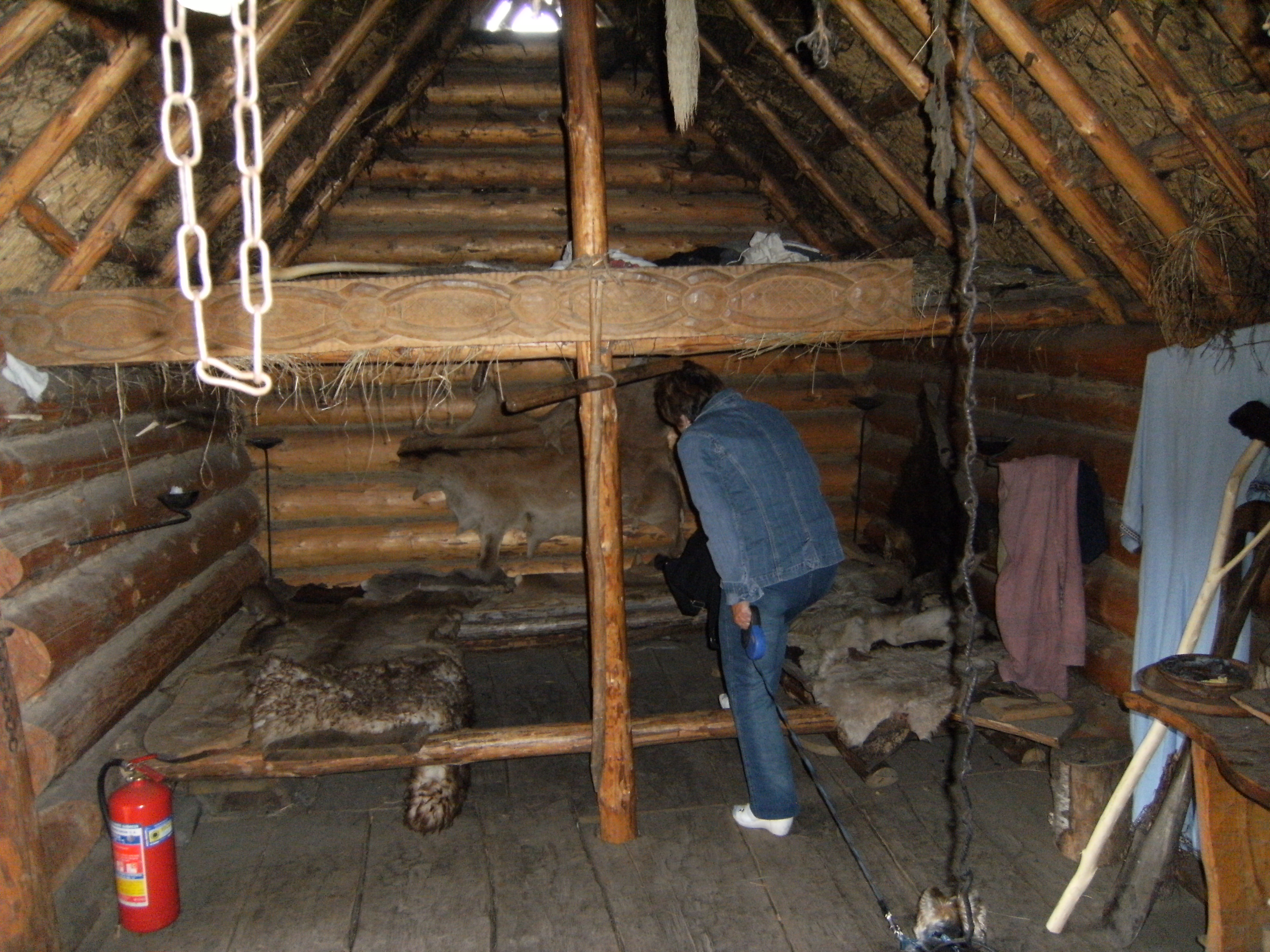
Wohnhütte mit Schlafplätzen

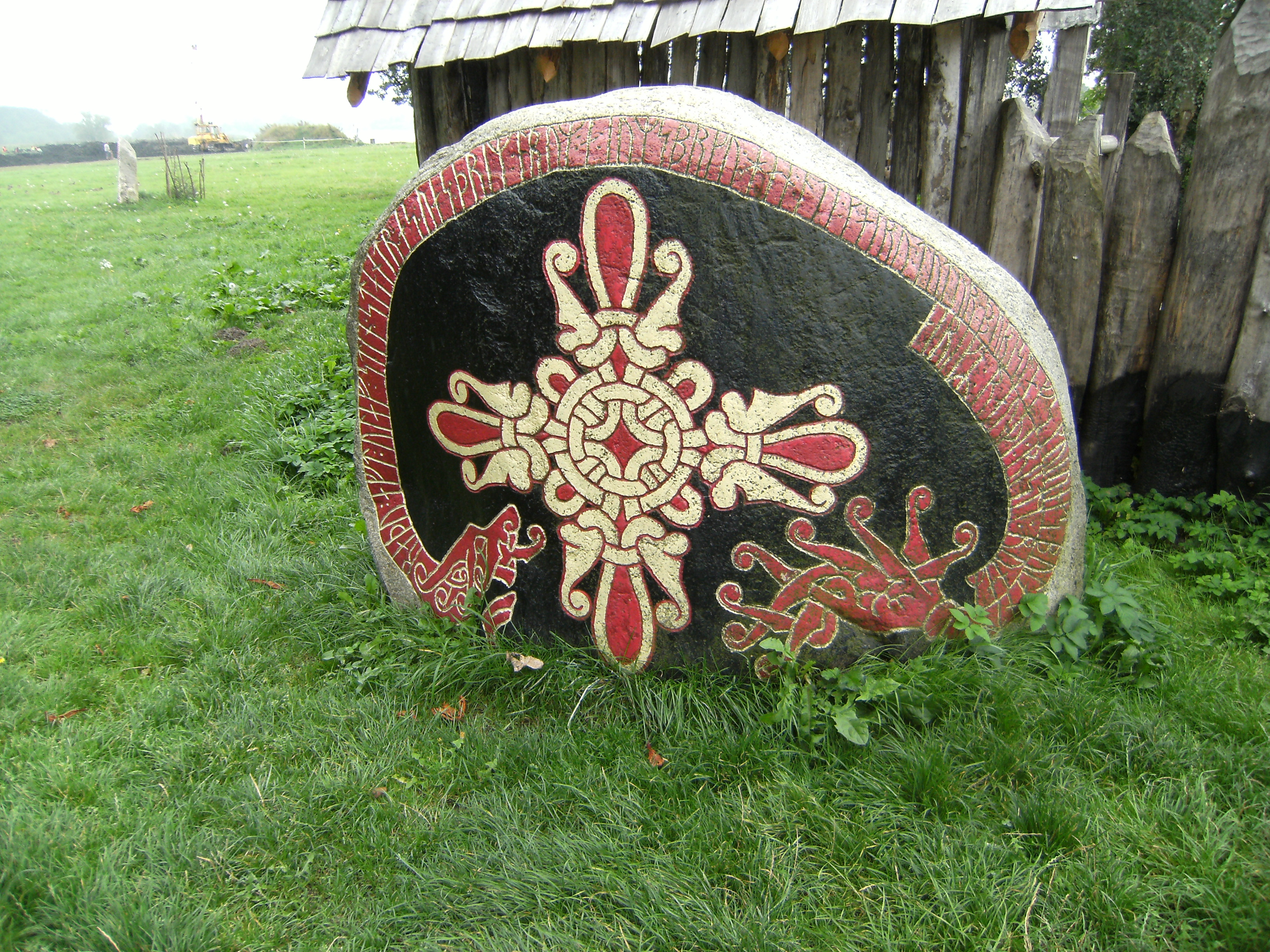
Runenstein für Sven Gabelbart
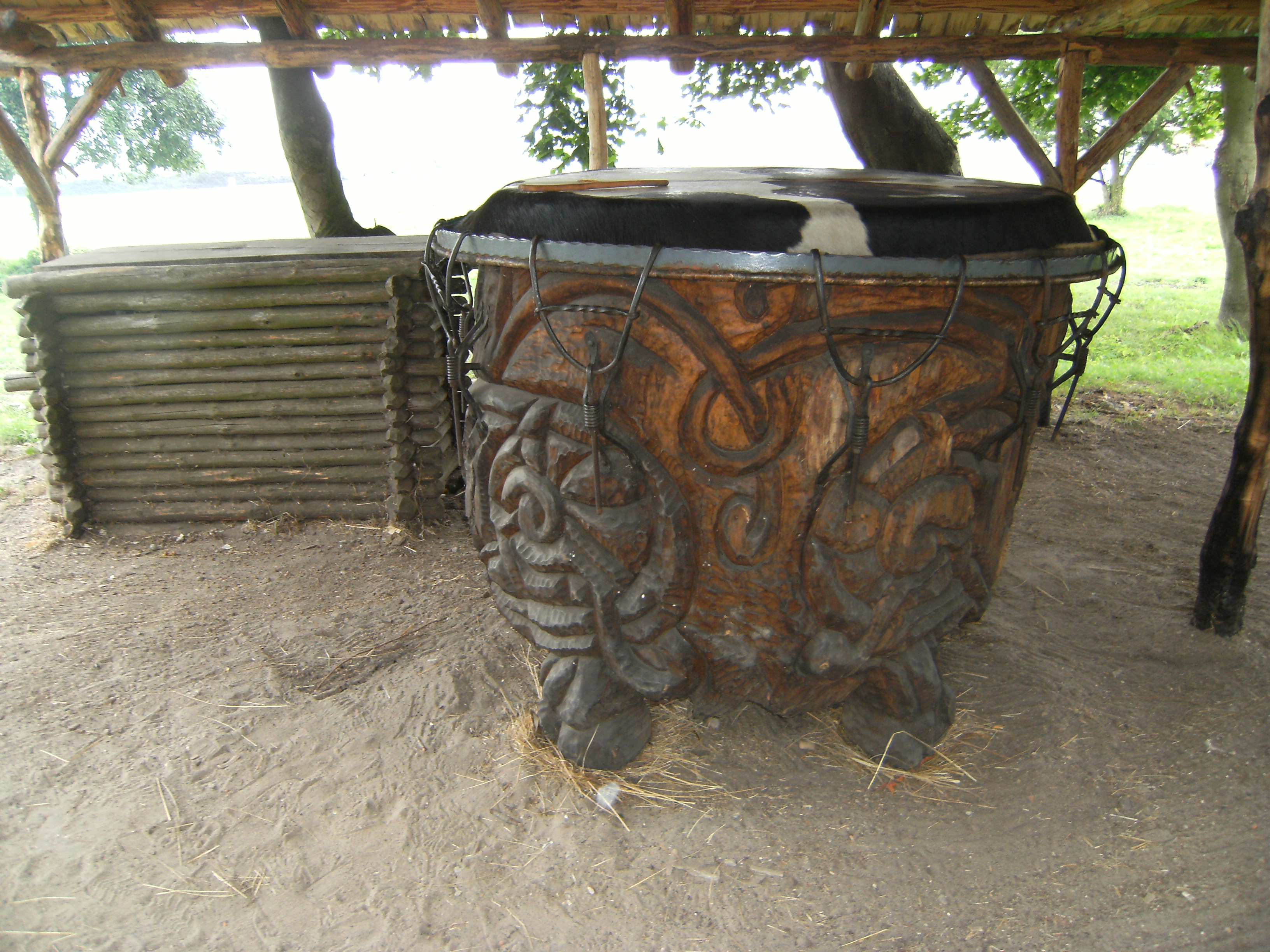
Große Kulttrommel im Museumsdorf Wolin
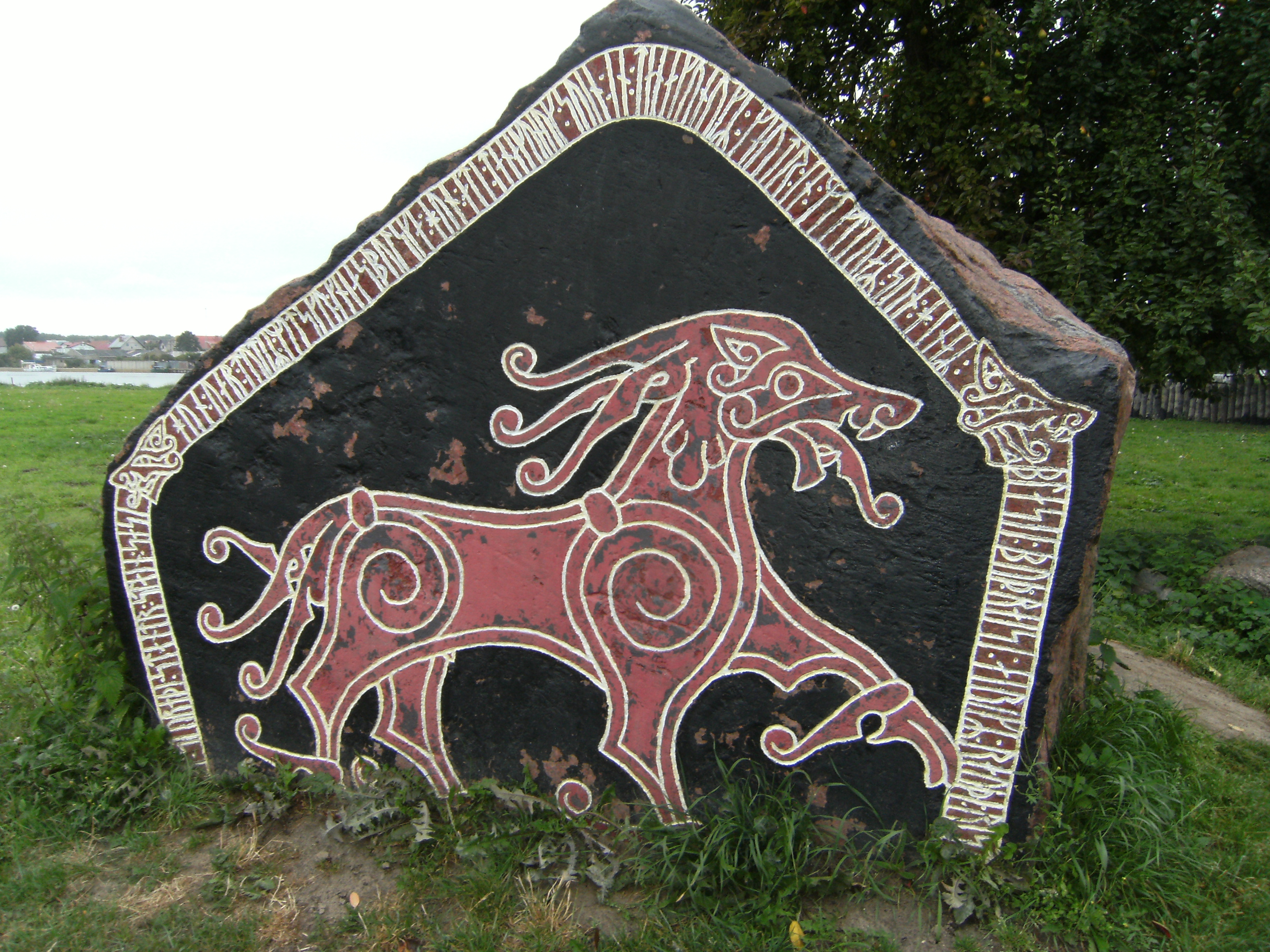
Runenstein für Fürstin Swietoslawa